# Tennistoernooi van Båstad 2009
|                                                      |  |                                        |
| María José Martínez Sánchez, winnares bij de vrouwen |  | Robin Söderling, winnaar bij de mannen |

Het tennistoernooi van Båstad van 2009 werd van 6 tot en met 19 juli 2009 gespeeld op de gravel-banen van het Båstad Tennisstadion in de Zweedse plaats Båstad. De officiële naam van het toernooi was Swedish Open.
Het toernooi bestond uit twee delen:
- WTA-toernooi van Båstad 2009, het toernooi voor de vrouwen (6–11 juli)
- ATP-toernooi van Båstad 2009, het toernooi voor de mannen (13–19 juli)

ATP-toernooi van Båstad‎ – WTA-toernooi van Båstad

2009 · 2010 · 2011 · 2012 · 2013 · 2014 · 2015 · 2016 · 2017 · 2018 · 2019 · 2020 · 2021 · 2022 · 2023 · 2024